# Nowinki (powiat wołomiński)
Nowinki – wieś w Polsce położona w województwie mazowieckim, w powiecie wołomińskim, w gminie Jadów. Ma status sołectwa.
W latach 1975–1998 miejscowość należała administracyjnie do województwa siedleckiego.
W Nowinkach urodził się Agrypin Konarski, kapucyn, misjonarz, kapelan w powstaniu styczniowym.
Wierni Kościoła rzymskokatolickiego należą do parafii Świętej Trójcy w Sulejowie.